# Расстояние Фраунгофера
Расстояние Фраунгофера, названное в честь Йозефа фон Фраунгофера, представляет собой условную границу между ближним и дальнем полем, то есть область, где волна (электромагнитная или звуковая) из сферической преходит в плоскую. Расстояние Фраунгофера может быть рассчитано по формуле:
{\displaystyle d={{2D^{2}} \over {\lambda }},}
где D — наибольший размер излучателя (в случае рамочной магнитной антенны — диаметр ) и {\displaystyle {\lambda }} это длина волны.